# São Tomé och Príncipe i olympiska sommarspelen 2004
São Tomé och Príncipe i olympiska sommarspelen 2004 bestod av 2 idrottare som blivit uttagna av São Tomé och Príncipes olympiska kommitté.

## Friidrott
Herrarnas 100 meter
- Yazaldes Nascimento
  - Omgång 1: 11.00 s (8:a i heat 1, gick inte vidare, 67:a totalt)

Damernas 20 kilometer gång
- Fumilay Fonseca
  - 2:04:54 (52:a totalt) (Personbästa)